# António Augusto dos Santos
António Augusto dos Santos (Freixo de Espada à Cinta, Trás-os-Montes, 17 d'abril de 1907 - ?) fou un General portuguès de l'arma d'artilleria, comandant de les forces portugueses a Moçambic entre 1964 i 1969, any en què deixà el comandament. Al començament de la Guerra d'independència de Moçambic en 1964, Augusto dos Santos comandà les tropes portugueses sobre el terreny i va afavorir la utilització d'unitats africanes entrenades pels portuguesos, en comptes d'enviar-les sols a les batalles.
La manca d'èxit de Portugal a Moçambic, amb al voltant del 14% de la població i el 20% del país controlat pel Frelimo el 1967, va provocar que el 1969 Augusto dos Santos fos substituït al comandament pel general Kaúlza de Arriaga. Un any més tard, Augusto dos Santos fou nomenat Cap de l'Estat Major de l'Exèrcit, posició que va mantenir fins al 1972.
Fou condecorat amb el grau de Comanador de l'Orde Militar de la Torre i l'Espasa per les seves funcions a Moçambic.